# Землетрус у Кашмірі (2005)
Землетрус у Кашмірі (2005) стався о 8:50:38 зранку за часом Пакистану (03:50:38 UTC), 8 жовтня 2005 року з епіцентром в адміністрованому Пакистаном регіоні Кашмірі. Сила поштовхів склала 7,6 бала за магнітудою, що є порівняльною за силою зі знаменитим землетрусом у Сан-Франциско 1906 р..

## Землетрус
Землетрус спричинив значну руйнацію у північних районах Пакистану, та заподіяв шкоди в Афганістані та північній Індії. Геологічна служба США присвоїла йому статус «основний», та оцінила його в 7,6 бала за магнітудою, з епіцентром у точці 34°25′55″ пн. ш. 73°32′13″ сх. д. / 34.43194° пн. ш. 73.53694° сх. д., поблизу міста Музаффарабад, 95 км на північ — північний захід від Ісламабаду на глибині 10 км від поверхні. Японська метеорологічна служба оцінила силу землетрусу в 7,8 бала. Для порівняння: Індонезійський землетрус 2004 року мав потужність 9,15 бала.
Кашмір лежить в області стику Євразійської та Індостанської плит. Це зіткнення тектонічних плит розпочало створення Гімалайських гір 50 мільйонів років тому та продовжує піднімати Гімалаї на приблизно 5 мм щороку.

### Після поштовхів
Після початкового потужного поштовху, який стався о 8:52 ранку, було зареєстровано 147 афтершоків силою 6,2 бала. Поштовх силою 6 балів оцінюється як сильний землетрус. Ще 21 поштовх силою понад 5 балів трапився протягом 36 годин після першого землетрусу.

## Жертви
На територіях Пакистану прогнозують найвищі жертви, хоча повідомляється про значну кількість жертв також в Індії. Оскільки субота є звичайним навчальним днем у регіоні, більшість учнів були в школах, коли почалися поштовхи. Багато людей опинилось під рештками шкільних будівель. Багато людей також потрапили у пастки у власних будинках, оскільки тривав священний для мусульман місяць Рамадан, вони спали після передсвітанкового сніданку та не мали часу, щоб покинути будинки.
Попередні оцінки уряду Пакистану кількості жертв землетрусу: щонайменше 38 000 загиблих та 62 000 травмованих. У Індії зареєстровано близько 1300 загиблих. Однак оскільки переважна більшість постраждалих територій це важкодоступні гірські міста та села, що тепер недоступні через зруйновані землетрусом та зсувами землі дороги, вважають, що насправді кількість жертв може бути суттєво вищою. Близько 2,5 млн людей втратили помешкання.

### Підтверджені жертви
Руйнівний землетрус у Кашмірі став ще одним випробуванням для політика, який володіє великим мистецтвом політичного виживання. Генерал Первез Мушарраф — президент Ісламської республіки Пакистан — має мало друзів і багато ворогів. Найбільші політичні партії Пакистану перебувають в опозиції до нього.

## Міжнародна допомога
ООН відправила групу рятувальників для допомоги потерпілим від землетрусу країнам. Відчувався гострий дефіцит важкої техніки для розбору завалів, у країні було занадто мало ресурсів для забезпечення житлом величезного числа людей, що позбулися даху. Сполучені Штати Америки прислали військові гелікоптери та перерахували 50 млн доларів. Європейська комісія направила 3 млн доларів. Допомогу потерпілому Пакистану надали Велика Британія, Японія, Туреччина і Об'єднані Арабські Емірати. Загальний внесок всіх країн і організацій склав 5 млрд доларів.